# بومادران موئین
 بومادران موئین (نام علمی: Achillea setacea) نام یک گونه از سرده بومادران است.